# Engelhardioideae
Engelhardioideae, potporodica orahovki (Juglandaceae), dio reda bukvolike. Sastoji se od tri roda. Tipični rod je Engelhardia sa 11 vrsta iz Kine i tropske Azije.

## Rodovi
1. Alfaroa Standl.
2. Engelhardia Lesch. ex Blume
3. Oreomunnea Oerst.

- Alfaropsis Iljinsk. = Engelhardia Lesch. ex Blume

## Vanjske poveznice
|  | Zajednički poslužitelj ima još gradiva o temi Engelhardioideae |

- Nadezhda I. Blokhina